# Erik Bodom
Erik Bodom (28. septembar 1829 — 16. april 1879) bio je norveški slikar pejzaža.

## Biografija
Rođen je u Vestbiju, Akershus, Norveška. Pohađao je crkvenu školu u Oslu koju je ubrzo napustio kako bi učio za slikara. Zatim je 1847. godine upisao Kraljevsku školu crtanja kod učitelja Johanesa Flintoa. Bio je student Hansa Guda tokom 1848, da bi dve godine kasnije otputovao u Dizeldorf, gde je brzo napredovao. Godine 1852. je prodao svoj pejzaž sa Bondhusdalena galeriji Bridgewater u Londonu, a 1853. postao počasni član Kraljevske akademije u Amsterdamu.
Bodom je razvio izrazito romantizovani oblik pejzažnog slikarstva. Slikao je u stilu koji je blizak i Kapelenu, koji je poznat po svojim melanholičnim i romantičnim pejzažima. Bodom je često imao motive iz četinarskih šuma sa istoka Norveške. Na tim slikama se obično nalazile predeli šuma, brda i ribnjaka predstavljene jakim kontrastima svetla i tame.
Godine 1862, Bodom se preselio u Dizeldorf, Nemačka, gde je ubrzo i umro. Narodni muzej umetnosti, arhitekture i dizajna poseduje nekoliko njegovih dela, uključujući Fra Nordmarken (1857), Havneparti (1865), i Kistparti med Bauta og vrak (1878).

## Galerija
- Norwegische Sommerlandschaft (1854)
- Minnesteiner (1868)
- Ruhe nach dem Sturm (1871)
- Bondhusbreen i Sunnhordland (1878)
- Norska kustlandskap 2nd (1878)
- Foss med sagbruk (1878)

## Drugi izvori
- „Bodom”. Meyers Konversations-Lexikon (на језику: немачком). 3 (4th изд.). 1890. стр. 121.
- Hannover, Emil (1922). Scandinavian Art: Illustrated. The American-Scandinavian Foundation. стр. 472.
- Monroe, W. S. (1908). In Viking Land: Norway: Its Peoples, Its Fjords and Its Fjelds. L. C. Page & Co.; Digital edition by Google Books. стр. 300.
- Muther, Richard (1896). The History of Modern Painting (vol. 2). vol. 2. trans. Ernest Dowson, George Greene, & Arthur Hillier. Henry & Co.; Digital edition by Google Books. стр. 325,806.